# Oosterhuizen (Eenrum)
Oosterhuizen is een streek onder Eenrum in de gemeente Het Hogeland in het noordwesten van de Nederlandse provincie Groningen. De streek ligt langs de Oosterweg die van Eenrum naar Pieterburen loopt. Ten oosten ligt het gehucht De Horn. Langs de weg staan een aantal boerderijen, waarvan een de naam Oosterhuizen draagt.
De buurtschap Oosterhuizen wordt voor het eerst genoemd tussen 1030 en 1050 als Osterhem.
De boerderij Oosterhuizen staat op de plek waar de borg Oosterhuysen heeft gestaan. De borg wordt voor het eerst genoemd als edele heerd in 1598. In de streek Oosterhuizen zijn 6 edele heerden bekend, waarvan echter geen enkele met deze heerd zijn te vereenzelvigen. Op de heerd rusten heerlijke rechten als redgerrecht, overrecht en gestoelten en graven in de kerk van Eenrum. In 1606 kwam de heerd in handen van stad-Groninger brouwer (aan de Aa) Johan Hindriks (later ook Pathuis genoemd) en in 1631 aan zijn zonen Menso en Hendrik Pathuis. Door deze familienaam staat de heerd ook wel bekend als Pathuisheem of Pathuisborg. Reeds in 1642 verkocht de familie de heerd met 90 jukken land (45 hectare) aan Aepko Tjarda van Starkenborgh. Bij een boedelscheiding in 1662 kreeg dochter Odilia van Starkenborgh de heerd. Haar man Bernhard de Sighers zou de heerd mogelijk kunnen hebben verbouwd tot een borg. In 1681 kwam de borg door een gerechtelijke verkoop wederom in handen van de familie Pathuis; advocaat Jacobus Pathuis, een zoon van de eerder genoemde Menco, kocht de borg toen. Toen het redgerschap op Oosterhuizen viel kon hij het echter niet uitoefenen omdat de familie Pathuis katholiek was. In 1718 verkocht de familie het goed evenwel weer aan Willem Alberda van Dijksterhuis. De borg bestond toen uit een behuizing met schathuizen, hoven, singels en 42 jukken land. Willem Alberda's zoon Gerhard erfde in 1721 de borg, maar verkocht deze in 1738 op afbraak en liet een nieuwe boerderij bouwen met een binnenhuis en een Friese schuur. Het schathuis aan oostzijde van de borg werd nog in 1745 vermeld, maar moet vervolgens ook zijn afgebroken. De nieuwe boerderij werd waarschijnlijk ten oosten van de borg gebouwd, wellicht op de plek van het schathuis, aan de oude oprijlaan. Waarschijnlijk in 1841 (gevelsteen) werd deze boerderij afgebroken en als kop-hals-rompboerderij herbouwd op het zuidelijke deel van de oorspronkelijke borgstee. In 1960 werden de beide schuren met elkaar verbonden door een tussenkap. Recentelijk zijn een drietal loodsen bijgebouwd. De weg ten oosten van de boerderij is in de 20e eeuw verlegd. De oprijlaan en singels zijn geslecht en de gracht is aan oostzijde gedempt.
Hoofdplaats: Uithuizen

Dorpen: Adorp · Den Andel · Baflo · Bedum · Eenrum · Eppenhuizen · Hornhuizen · Houwerzijl · Kantens · Kloosterburen · 't Lage van de Weg · Lauwersoog · Leens · Leenstertillen · Lutjewolde · Mensingeweer · Molenrij · Niekerk · Noordwolde · Oldenzijl · Onderdendam · Onderwierum · Oosteinde · Oosternieland · Pieterburen · Rasquert · Rodewolt · Roodeschool · Rottum · Saaxumhuizen · Sauwerd · Startenhuizen (deels) · Stitswerd · Tinallinge · Uithuizermeeden · Ulrum · Usquert · Vliedorp · Vierhuizen · Warffum · Warfhuizen · Wehe-den Hoorn · Westerdijkshorn · Westernieland · Wetsinge · Winsum · Zandeweer · Zoutkamp · Zuidwolde · Zuurdijk

Buurtschappen, gehuchten, wierden en buurten: 1e Nijhoezen · 2e Nijhoezen · 't Aagt · Abbeweer · Alinghuizen · Arwerd · Barnegaten · Bellingeweer · Bethlehem · Beusum · Bokum · Breede · Broek · Het Bultje · De Dingen · De Raken · De Vennen · Den Haver · Deikum · Doodstil · Douwen · Duisterwinkel · Eelswerd · Eemshaven · Elens · Ellerhuizen · Ernstheem · Ewer · Grijssloot · Groot Maarslag · Groot Wetsinge · De Haar · Hammeland · Den Hander · Harssens · Hefswal · Hekkum · Helwerd · Heuvelderij · Hiddingezijl · Holwinde · De Hoogte · De Horn · De Houw · 't Houweel · De Hucht · Kaakhorn · Katershorn · Kattenburg · Klei · Kleine Huisjes · Klein Garnwerd · Klein Maarslag · Klein Wetsinge · Kolham · Koningslaagte · Koningsoord · De Knijp · Kruisweg · Lutje Marne · Lutke Saaxum · Maarhuizen · (Marnehuizen) · Menkeweer · Menneweer · Midhalm · Midhuizen · Mollenhuizen · Nijenklooster · Noordpolder · Noordpolderzijl · Obergum · Oldenzijl · Oldorp · Oosterhorn · Oosterhuizen (Eenrum) · Oosterhuizen (Zuidwolde) · Oudedijk · Oudeschip · Paapstil · Panser · Plattenburg · Polen · Ranum · Reidland · Roodehaan · Schapehals · Schaphalsterzijl · Schilligeham · Schouwen · Schouwerzijl · Sint Annerhuisjes · 't Stort · De Streek · Takkebos · Ter Laan · Tijum · Valcum · Valom · Wadwerd · Walsweer · Westerhorn (De Marne) · Westerhorn (Hogeland) · Westerklooster · Westpolder · Wierhuizen · Wierum · 't Wildeveld · Willemsstreek · Zevenhuizen